# رود تجن (ساری)

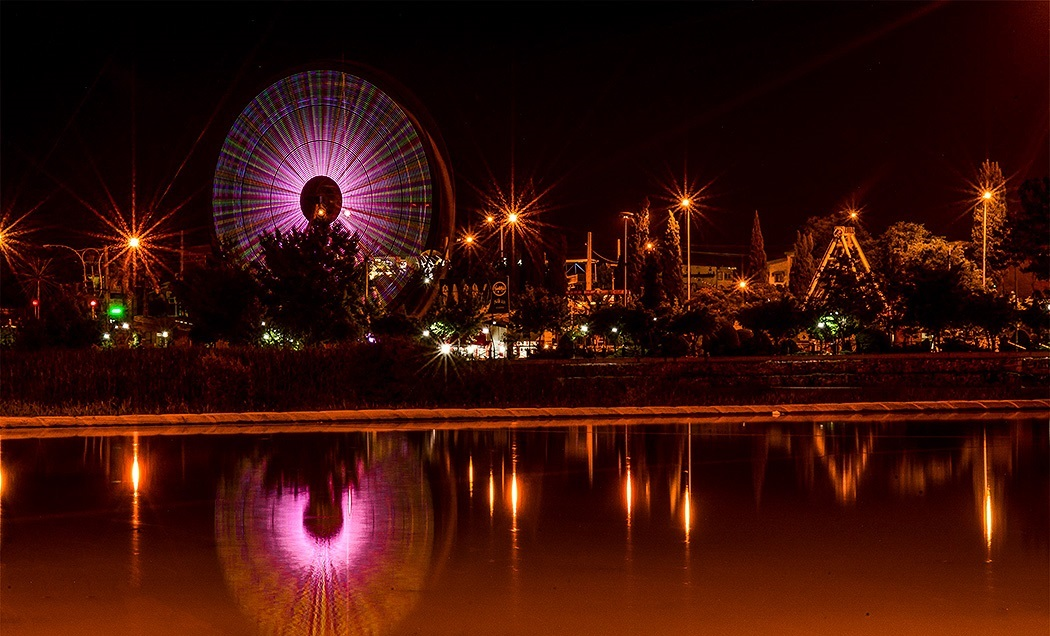
پارک ملل ساری

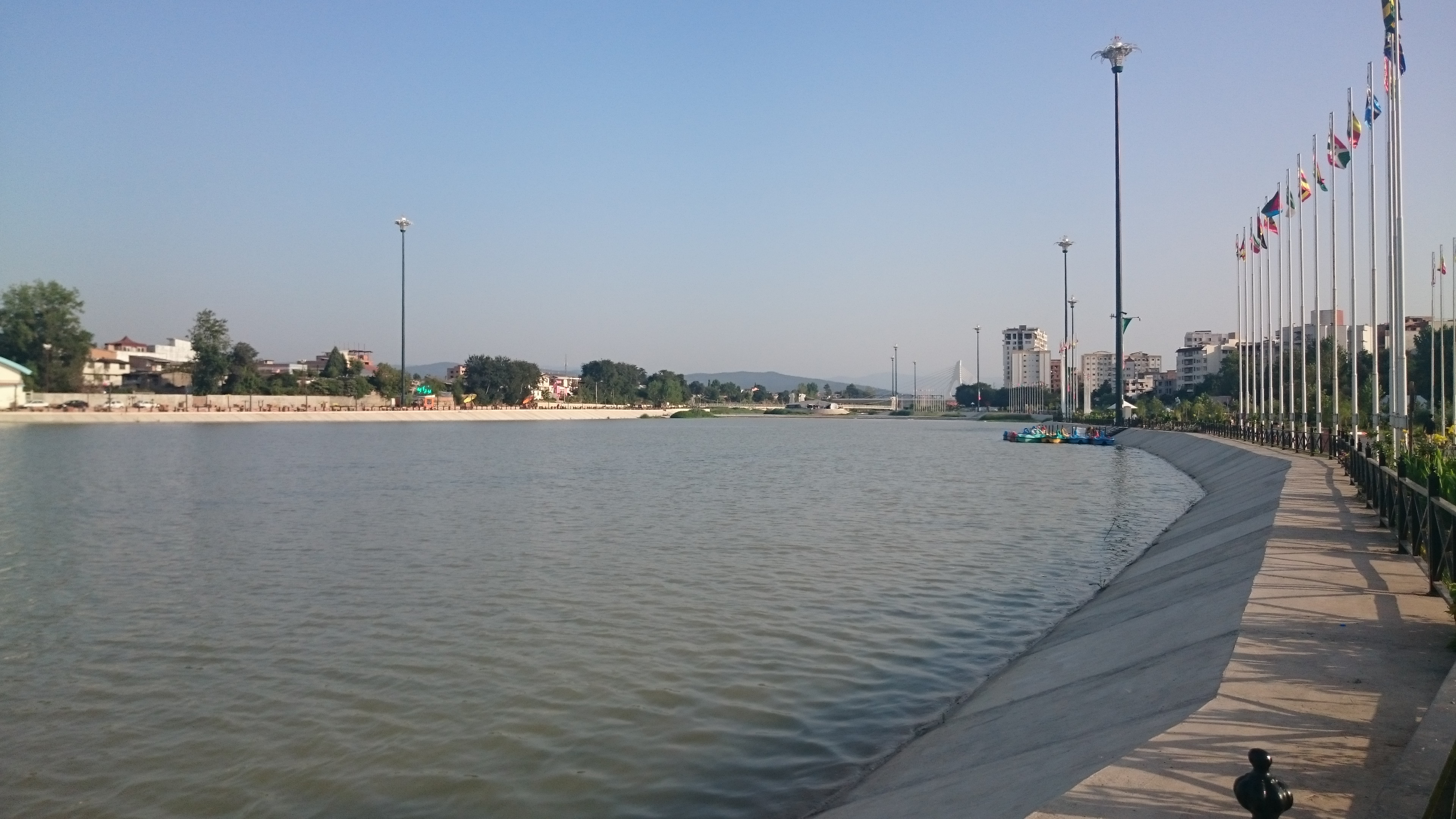
مسیر رود تجن در پارک ملل ساری

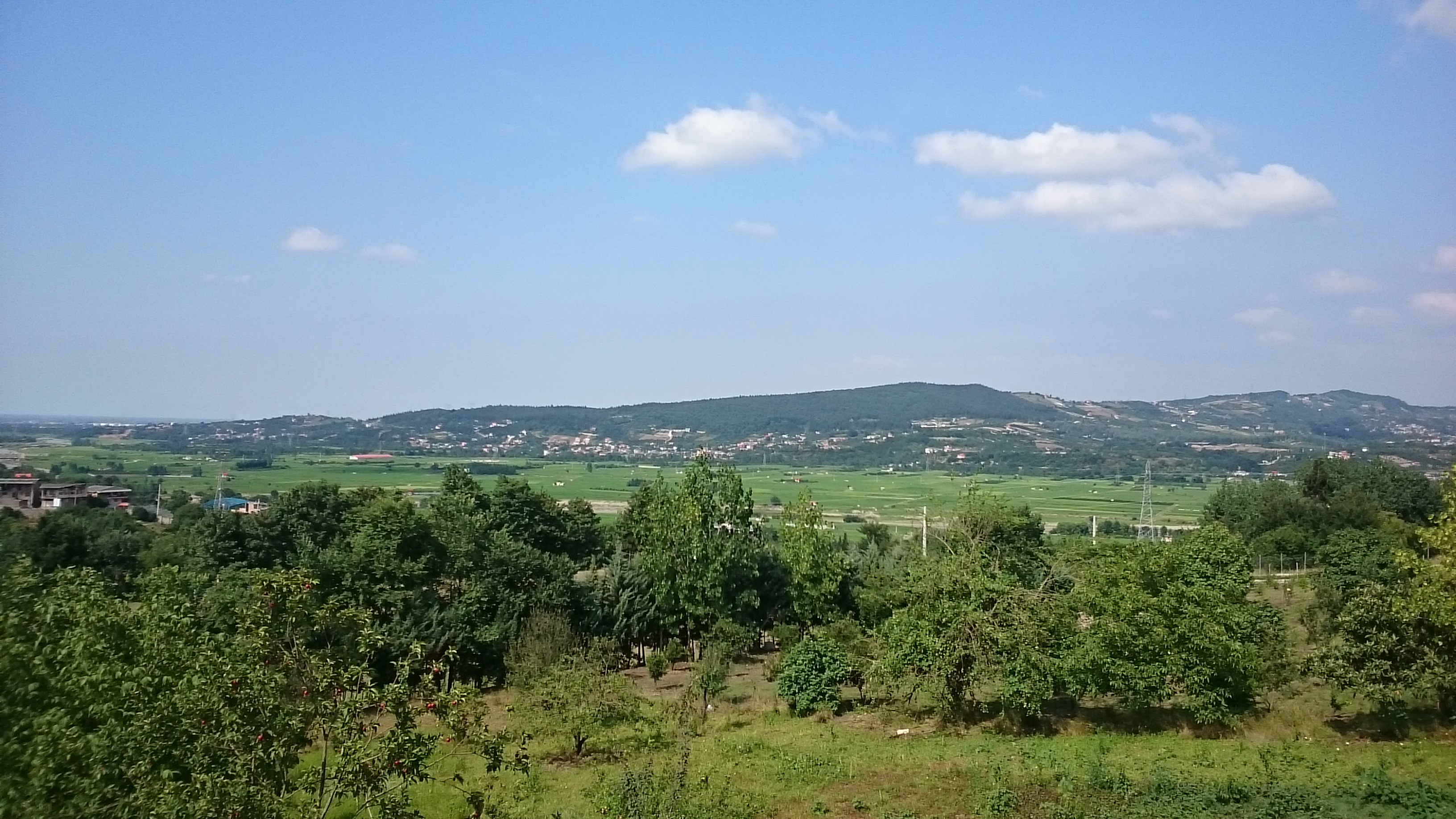
شالیزاهرهای پیرامون رود تجن در محل پیوستن به شهر ساری

رود تجن ساری از کوه‌های چهاردانگه، دودانگه و هزارجریب سرچشمه می‌گیرد و پس عبور از شهر ساری در منطقه فرح‌آباد به دریای خزر می‌ریزد.

## نام
نام تجن هم‌ریشهٔ فعل «تجنه» (می‌تازد) و از مصدر «بتجستن» یا «بَتِتِن» در زبان مازندرانی است که معنی آن تاختن و به سرعت رفتن است. بدین معنی آب به اسبی سرکش همانند شده که در راه می‌تازد و به پیش می‌رود.

## شاخه‌ها
شاخه‌های اصلی تجن:
- شیرین رود
- رود گلخوران (پس از پیوستن به سپیدرود به سوی سد سلیمان تنگه می‌رود)
- سپیدرود (محل ساخت سد فینسک روی بخشی از رود که جز استان سمنان است)
- لنگَر رود (پس از پیوستن به سپیدرود به سوی سد سلیمان تنگه می‌رود)
- گرمابرود (محل ساخت سد چرگت. این رود در نزدیکی پل تاکام به آبی می‌پیوندد که از سد سلیمان تنگه سرازیر می‌شود)
- زارم رود (محل ساخت سد زارم)[۲]